# 国鉄クハ77形電車
クハ77形は、かつて日本国有鉄道（国鉄）およびその前身である鉄道省に在籍した旧形電車である。全く出自の異なる2種が存在する。
- 初代 - 1944年（昭和19年）に、木造電車の鋼体化により製造された、身延線向けの車体長17m級2扉クロスシートの制御車。3両が製造され、1950年（昭和25年）にはクハ38形およびクハ65形の改造車が加わった。1953年（昭和28年）6月1日付けの車両形式称号規程改正では、クハ18形に改められた。詳細は国鉄62系電車 (初代)を参照。
- 2代目 - 両毛線電化による70系の転用にともない、1968年（昭和43年）に不足する先頭車の補充のため、サロ85形に運転台を取付け、車体中央部に扉を増設したもの。車体長20m級の3扉クロスシート車。詳細はサロ85形のクハ77形への格下げ・編入改造を参照。